# Theodor Renzl
Theodor Renzl (Pseudonym Gstasi; * 9. November 1923 in Handenberg, Oberösterreich; † 1995 in Salzburg) war ein österreichischer Mundartdichter.

## Werke
- Hoamatliab (Wien, 1951)
- Frohe Eintracht, Gedichte und Geschichten in Innviertler Mundart (Wien, 1962)
- Auf der Sunnbänk, Gedichte in oberösterreichischer Mundart (Wels, 1973)
- G´salzn und pfeffert (Ried im Innkreis, 1984)
- Pestdenkmäler in Neukirchen/Enknach, Beitrag anlässlich der Renovierung der Sebastianikapelle, in: Neue Warte am Inn, Jg. 87 (1967), Nr. 26